# Karel Tomeï
Karel Tomeï (Rotterdam, 1941) is een Nederlands fotograaf die is gespecialiseerd in luchtfotografie. Hij publiceerde verschillende boeken met luchtfoto's van Nederland en België. Verder fotografeerde hij de Antillen en Zuid-Afrika vanuit de lucht.
In 1988 ontving hij de Kodak Award. In 1990 reikte koning Gustav van Zweden hem een prijs voor artistieke fotografie van landschap en milieu uit. In 2003 gaf TNT Post twee postzegels uit met foto's van Tomeï. Hij exposeerde voor het eerst in 1988 en daarna onder andere in Moskou (1998), Japan en de vertrekhal van luchthaven Schiphol (2005).

## Boeken
Enkele publicaties:
- .NL, met teksten van Martin Bril,
- De bovenkant van Nederland, deel 1,2 en 3,
- BEXL,
- De bovenkant van Den Haag,
- De bovenkant van Utrecht,
- Zeeland,
- Flying over Curaçao,
- Flying over South Africa,
- High over Holland,
- Boven de Zaan